# Каури-монета
Кау́ри-моне́та (лат. Monetaria moneta) — вид морских брюхоногих моллюсков из семейства каури.

## Описание
Длина моллюска от 10 до 44 мм, обычно около 20—25 мм. Наиболее распространённый из видов каури, популяция которого оценивается в сотни миллиардов особей.
Каури-монета распространена практически во всех водах Индо-Тихоокеанской области — у восточного побережья Африки, южного побережья Азии, Австралии, Новой Зеландии и Америки.
Раковина моллюска использовалась в прошлом в качестве товарных денег. Их добывали около Мальдивских островов:65—66, также называемых «островами каури». Существует множество доказательств использования каури-денег в Китае:67, однако относительно начала такого применения мнения учёных расходятся:5-6. Каури-деньги нанизывали на нить или клали в мешок:65. Более 6800 раковин каури наряду с другими драгоценностями было найдено 7 июня 1976 года при раскопках гробницы Фу Хао (Иньсюй, Хэнань, КНР), жившей в начале XII в. до н. э.:4 Стилизованное изображение раковины каури прочно вошло в китайский язык в виде иероглифа «бэй» (кит. упр. 贝, пиньинь bèi), который также представляет собой один из 201 ключа современного китайского языка и в этом качестве является составной частью множества других китайских иероглифов, по значению связанных с богатством, торговлей и т. п.:67 Каури-монета использовалась в качестве денег и в других регионах Азии, а также очень широко — в Западной Африке. За них покупали рабов (например, в XVII веке в Камеруне за одного раба платили 60 каури):66, которых позже продавали в Америке, — эта практика принесла огромные прибыли англичанам и голландцам.
В селе Харевка (Путивльский район) на Украине найдены 110 раковин Cypraea moneta с отверстиями. Сокрытие этого Харьевского клада вероятно произошло около 730-х гг..
Раковины каури находили также и в российских средневековых археологических раскопках.